# Esko Antola
Esko Mikael Antola, född 18 januari 1947 i Angelniemi, är en finländsk statsvetare.
Antola blev politices doktor 1980. Han är specialist på Europafrågor och sedan 1996 innehavare av Jean Monnet-lärostolen vid Åbo universitet. I sin forskning har han behandlat EU och EMU ur olika aspekter, bland annat beslutsfattandet och utrikespolitiken i EU samt Finlands roll i den europeiska integrationen. Själv företräder han ett federalistiskt synsätt.
Bland Antolas arbeten märks dissertationen Political harmonization of economic integration (1980), A citizen's Europe (jämte Allan Rosas, 1995) och Uusi EU? (1998).
År 2012 förlänades han professors titel.